# Aphimallota
Aphimallota är ett släkte av fjärilar. Aphimallota ingår i familjen äkta malar.
Kladogram enligt Catalogue of Life:
| Aphimallota | \| \| Aphimallota erschoffi \| \| \| \| \| \| Aphimallota obscurostrigella \| \| \| \| |
|             | \| \| Aphimallota erschoffi \| \| \| \| \| \| Aphimallota obscurostrigella \| \| \| \| |
|             | Aphimallota erschoffi                                                                  |
|             |                                                                                        |
|             | Aphimallota obscurostrigella                                                           |
|             |                                                                                        |